# Sitno (jezioro w województwie zachodniopomorskim)
Sitno – jezioro w woj. zachodniopomorskim, w pow. wałeckim, w gminie Tuczno, leżące na Równinie Drawskiej.
Powierzchnia zwierciadła wody według różnych źródeł wynosi od 65,0 ha przez 67,2 ha do 74,21 ha.
Zwierciadło wody położone jest na wysokości 69,1 m n.p.m. lub 69,2 m n.p.m.. Średnia głębokość jeziora wynosi 4,0 m, natomiast głębokość maksymalna 7,0 m.
Jest to jezioro polodowcowe o typowym dla tych jezior wydłużonym kształcie i stromych brzegach.
Przez jezioro przepływa rzeka Płociczna, która łączy je z jeziorem Tuczno oraz jeziorem Płoć.
Na półocnym brzegu jeziora leżała niegdyś dawna wieś Sitno (niem. Zietenfier), po której pozostał cmentarz. Dawniej przebiegała tędy kolej wąskotorowa do Krępy Krajeńskiej.